# Erasmoneura mixta
Erasmoneura mixta är en insektsart som först beskrevs av Beamer 1932.  Erasmoneura mixta ingår i släktet Erasmoneura och familjen dvärgstritar. Inga underarter finns listade i Catalogue of Life.